# Железнодорожная артиллерия
Железнодоро́жная артилле́рия, ранее писалось Железно-дорожная артиллерия — особый тип артиллерии, применявшийся в конце XIX столетия и в XX веке.
Железнодорожная артиллерия была представлена орудиями особой мощности, установленными на железнодорожную платформу или железнодорожный транспортёр. В литературе встречается название артиллерия на железнодорожном ходу, Артиллерия железнодорожного типа.

## История
Артиллерия, как необходимая принадлежность войска (вооружённых сил), появилась вскоре после изобретения пороха. Пройдя огромный путь развития она приобрела различные виды и типы, и одним из них стала артиллерия железнодорожного типа.

### Первая мировая война
Артиллерия железнодорожного типа, в период Первой мировой войны состояла из:
- систем перевозимых по железной дороге только в качестве груза, но устанавливаемых на местности для стрельбы на специальных основаниях;
- приспособленная для стрельбы с самой железнодорожной платформы, одной из разновидностей которой были бронепоезда[3].

Первая мировая война способствовала развитию железнодорожной артиллерии крупного калибра.

#### Германия
Немецкие войска для первых железнодорожных установок стали использовать полевые орудия с колёсными лафетами (это было на первых установках завода «Сен-Шамон»). Однако уже в 1917 году вышли в свет мощные установки с 389-мм орудиями типа «Е» и «В».
В 1918 году произошло событие огромной важности; оно заставило по-другому взглянуть на железнодорожную артиллерию.
23 марта 1918 года, в 7.15 утра, Париж услышал очень мощный взрыв «чего-то, упавшего на набережную реки Сены». Через 15 минут последовал новый, второй взрыв, но теперь уже на улице Карла V. На столицу Франции с аэростатов и дирижаблей падали бомбы. Однако на этот раз случилось что-то в новом роде. Высказывались разные предположения и точки зрения, вплоть до самых нелепых — например, «стреляет пневматическая пушка, якобы установленная в самой столице». Между тем, мощные взрывы продолжались целый день; всего же их было 21. Были и потери: было убито 15 человек, ранено — 36. Улицы Парижа сделались пустыми; множество жителей, панически испугавшихся, бросилось на вокзалы. Специалисты сразу же догадались, что происходил обстрел, производимый с помощью какой-либо новой сверхмощной пушки. По полёту снарядов к цели специалисты определили направление, откуда осуществлялась стрельба. Вскоре французские лётчики обнаружили в лесу юго-западнее Лиона три артиллерийские железнодорожные установки, принадлежащие немецким войскам. Местонахождение установок исчислялось в расстоянии 125 километров от Парижа. Установки находились очень глубоко в немецком тылу, и поэтому единственной, способной «противостоять» им, оказалась 34-см в 45 калибров длиной морская пушка, находившаяся на железнодорожном транспортёре. Однако, в пределах досягаемости оказалась только одна установка немцев. Французским войскам удалось подвезти свой транспортёр к немецким позициям; сделали это со стороны холма; холм прикрывал от прямого наблюдения. Для того, чтобы ввести в заблуждение звуковые пеленгаторы немцев, на расстоянии нескольких сот метров от основной установки поместили ещё две, только меньшего калибра. Они начали стрельбу раньше на несколько секунд.
Корректировка огня происходила при помощи аэропланов. К тому времени, как кончался день, немецкая артиллерийская установка, расположенная поблизости, была уничтожена; все остальные установки не получили повреждений и продолжали действия по обстрелу Парижа. Всего же немецкие войска провели три серии обстрелов: с 23 марта по 1 мая, с 27 мая по 11 июня, а также с 15 июля по 9 августа; согласно словам известного инженера А. Г. Дукельского, «весь артиллерийско-технический мир был ошеломлён этими обстрелами».
Свои пушки, стреляющие на большую дальность, немецкие войска изготавливали из 381-миллиметровок (15-дм), имеющих длину 45 калибров (17,1 м). Сначала рассверливали ствол, затем осуществляли вставку длинной трубы, расположенной внутри и выступавшей на 12,9 м. В итоге, размер пушки в длину составил 30 метров. У пушки также имелось снабжение: 210-мм лейнер, имеющий очень большую толщину; после разгорания его было возможно рассверлить вплоть до 240 мм, а затем даже до 260 мм. Ствол имел не очень большую живучесть: всего 50 выстрелов. Когда орудие осуществляло свои 50 выстрелов, его демонтировали, затем организовывали перевозку на завод, а потом рассверливали до следующего калибра и осуществляли установку на железнодорожный транспортёр. Вся же живучесть ствола составляла 150 выстрелов. Немецкие войска всего изготовили тройку железнодорожных транспортёров; естественно, они были способны нести такое орудие. Главная балка осуществляла опору на четыре тележки. Выстрелы производились с основания, изготовленного из бетона; его верхняя часть имела возможность вращения. При этом осуществляли выкат тележек из-под главной балки; это была схема стрельбы с основания, имеющего состояние постоянного; эту схему когда-то предлагал полковник Уэдерд; в скором времени она получила очень широкое применение по береговой обороне.
Дистанция стрельбы установки была 125 км; она открывала обновлённые возможности артиллерии железнодорожников и многим она не показалась предельной дистанцией. Первая мировая война имела по своим масштабам очень резкое и большое отличие от всех войн, произошедших ранее. Армии могли сражаться только лишь при том условии, когда с тыла подвозят огромное количество боевых припасов, продовольствия, а также других ресурсов; следовательно, большое значение получил обстрел морских портов, железнодорожных узлов и промышленных центров. Гаагская конференция признала для всех цивилизованных наций запрещение на обстрелы городов, не имеющих защиты, обязательным, но артиллеристы оправдывались; они делали заявления, что таких городов не осталось; следовательно, Первая мировая война также отличалась от всех предыдущих войн повышенным процентом гибели не только военного, но и гражданского населения.
Артиллерия, бьющая на большу́ю дальность, согласно мнениям некоторых специалистов, приобрела не только статус мощного средства наступления и обороны; во Франции после прошедшей войны высказывалось мнение: очень необходимо определить сухопутные и морские районы противников, и именно те, за счёт которых можно будет иметь выгоду; эта выгода была представлена в виде гарантии держания под угрозой, продолжающейся постоянно, родственных пушек при разных вариантах политики между народами; следовательно, артиллерия на железной дороге чуть-чуть не оборотилась в оружие для устрашения; кстати, эту самую цель и преследовали немцы (они разрабатывали план; в нём должно было находиться предложение, как бомбить столицу Франции). С двух точек зрения — экономической и военной — производство родственных пушек, бьющих на большу́ю дальность, было очень и очень невыгодно; выгода могла быть только в политических ситуациях.
Но не только Франция и Германия осуществляли работы и создавали железнодорожные установки. Работы осуществлялись и в других странах. Так, например, английские железнодорожные системы, также, как и в XIX веке, не отличались от других систем большой оригинальностью. В большинстве случаев использовались 9,2-дм (223,7-мм) станки на переднем и центральном штыре, расположенные на берегу. У первых имелся круговой обстрел, а у вторых — только лишь десятиградусный. Чтобы вдоль пути станки не смещались, получили своё применение якорные крепления (брус, закопанный на глубину два метров; за него цепями с натяжным приспособлением закрепляли железнодорожный транспортёр). Помимо этого, были ещё и изготовлены 12-дм (305-мм) и 14-дм (356-мм) транспортёры; они стреляли вместе с откатом на тележках, которые были заторможены, вдоль пути, а также с криволинейных участков (усов). Откатывание 14-дм железнодорожного транспортёра имело размер в длину 9 — 12 метров; это заставляло обслугу уходить с транспортёра при обстреле; это было очень неудобным действием; также оно снижало скорость выстрелов.

#### Италия
У береговой обороны Италии на Адриатическом море на транспортёрах имелись морские пушки калибра 75, 102, а также 152 мм; на сухопутном фронте применялся железнодорожный транспортёр завода Ансальдо; он имел 381-мм пушку длиной 40 калибров. Поглощение энергии откатывания осуществлялось гидравлическим компрессором, а также осуществлением трения главной балки железнодорожного транспортёра; трение происходило о продольные брусья (они были уложены вдоль железнодорожного пути).

#### Российская империя
В Российской империи в декабре 1916 года российское морское министерство стало искать необходимые резервы и вдруг вспомнило о 10-дм (254-мм) орудийных станках, снятых с броненосца «Ростислав»; они были демонтированы с морского судна в 1901 году. Изготавливались эти станки на Обуховском заводе в 1898 году согласно проекту полковника В. А. Алексеева, начальника заводской чертёжной мастерской.
В 1901 году, в городе Севастополе, в то время, когда испытывалась стрельба 254-мм башенных установок, снятых с броненосца «Ростислав», в них вдруг обнаружились конструктивные недостатки, и очень серьёзные. Чтобы исправить эти недостатки, нужно было время, а его катастрофически не хватало, и поэтому орудиям просто сделали замену: на их место поставили станки Металлического завода; завод предназначался для броненосца «Ослябя».
Предполагалось, что в 1916 году станки должны как-то послужить Отечеству с целью его защиты. В конце 1916 года морское министерство да́ло важное задание Петроградскому металлическому заводу: начать разработку проекта одного из самых первых железнодорожных транспортёров, причём так, чтобы на них использовались орудийные станки, снятые с «Ростислава».
Это дело было новым для России, и поэтому морское министерство внесло предложение с целью воспользоваться опытом французов; министерство выделило два транспортёра, имеющих массу 50 тонн; эти транспортёры служили для перевозки морских грузов большой массы из Санкт-Петербурга на Чёрное море. А. Г. Дукельский, являвшийся начальником Артиллерийского конструкторского бюро на Металлическом заводе, выбрал 240-мм железнодорожную установку французских войск в качестве прототипа. 254-мм орудия, имеющие длину 45 калибров, были взяты из изготовленных в своё время про запас этих орудий. Вместе с тяжёлыми условиями времени войны и вместе с февральскими событиями, Металлический завод каким-то образом смог к летнему времени 1917 года осуществить заверщающий этап изготовления первого железнодорожного транспортёра. В это же время прошли испытания; он был испытан стрельбой, происходящей на морском полигоне; в начале же августа транспортёр прошёл испытания и второй стрельбой. Но эти установки могли стрелять только лишь вдоль путей и всего лишь с поворотом 2°; их предельный угол возвышения исчислялся в 35°. Чтобы разгрузить транспортёр, рессор при стрельбе к рельсам железнодорожного пути винтовыми домкратами осуществлялось прижимание 2-х упоров; кроме того, для того, чтобы уменьшить откат, имелись захваты и на рельсы.
15 августа 1917 года завершилось формирование 1-й и 2-й отдельных морских тяжёлых батарей; этим батареям придали штат военного времени. Каждая из этих батарей включала в себя составы — постоянный и временный. Постоянный состоял из железнодорожного транспортёра вместе с орудием, вагона-передка, товарных вагонов в шести экземплярах для боекомплекта, а также одного служебного вагона (В то время сама артиллерия вообще передвигалась на конной тяге. К передку прицеплялся лафет с орудием; после на этом самом передке размещались боевые припасы. Вообще само название «передок» перешло в железнодорожную артиллерию для того, чтобы обозначать вагон, предназначающийся для транспортировки боевых припасов. Позже именно такие вагоны получили привычное для моряков название «вагон-погреб»).
Временный состав давался батарее только лишь по требованию её командира и при дальних транспортировках; состав включал в себя вагоны: 1-го, а также 2-го класса, плюс два специальных вагона для солдат, четыре платформы, а также вагон с крышей для размещения в нём походной кухни. Мало того, в батарею включались один грузовой, а также легковой автомобили; также там размещались по два мотоцикла.
Но, всё равно, поучаствовать в боях русские железнодорожные транспортёры с батареями не успели; впоследствии 254-мм станкам вместе с орудиями сделали замену: вместо них поставили установки Металлического завода для 203-мм орудий, имеющих длину 50-ти калибров.
Первые русские железнодорожные транспортёры так же, как и все такие установки, естественно, имели множество серьёзных недостатков, и поэтому они уступали более хорошим образцам. И всё-таки не нужно забывать, что лишь первый опыт не увенчался успехом. Также на всём этом сказалось и то, что отсутствовало достаточное количество железнодорожных путей, не имеющих подготовку. Именно в этом случае Россия до сих пор сильно заметно имела отставание от стран Западной Европы; в 1917 году, для того, чтобы устранить это заметное отставание, не было денег, людей, времени, и вообще, не было средств.
Но, несмотря на это, конструкторы Металлического завода продолжили работы именно в этом направлении; конструкторы даже сумели успеть вплоть до закрытия Металлического завода в декабре 1917 года разработать проект транспортёра, предназначенного для 305-мм гаубицы.
Но этому проекту так и суждено было остаться на бумаге.

#### Франция
Лидером в направлении железнодорожной артиллерии была Франция.
Когда Англия вступила в войну, это очень облегчило заботу французов — охрану своего береговой границы; эту задачу взял на себя флот Англии. За счёт этого освободилось очень много мощных крупнокалиберных береговых и корабельных орудий.
После этого появился вопрос об использовании орудий на сухопутном фронте; именно там имелась большая потребность в крупнокалиберной артиллерии. Полевая артиллерия французов оказалась неспособной уничтожать мощные укрытия из бетона, построенные немецкими войсками перед войной. Из-за большо́й боевой массы орудий их перемещение было возможно только железнодорожным путём.
В октябре 1914 года французское командование создало комиссию AZVF (тяжёлой артиллерии на железнодорожных установках-транспортёрах); комиссия занялась решением проблемы; комиссия обратилась на заводы Шнейдера в Крезо, а также к морскому сталелитейному заводу Батиньель, чтобы внести предложение по разработке проектов размещения мощных орудий крупного калибра на железнодорожных транспортёрах; так назывались платформы, имеющие большие размеры. Они предназначались для того, чтобы перевозить особо тяжёлые грузы.
Сначала удалось установить 305-мм пушки на рамных лафетах, изготовленных на заводе «Сен-Шамон»; параллельно с этим изготавливались установки с 95-мм и 19-см береговыми пушками, а также 274-мм морскими.
В мае 1915 года первый дивизион, состоящий из восьми 19-см пушек, принимал участие в наступлении в Артуа. Через некоторое время у французской армии уже состояло на вооружении огромное количество различных артиллерийских установок, представляющих собой, согласно словам одного из артиллеристов, «настоящий музей образцов самых разнообразных систем».
У некоторых конструкций артиллерийских установок явно просматривалась неспособность к бою; это подрывало авторитет (его постепенно «брала в свои права» артиллерия железных дорог).
У железнодорожных артиллерийских установок присутствовали и недостатки. Так, например, одним из серьёзных недостатков противники считали «привязанность» установок к железнодорожному пути. До сих пор многие считали, что железнодорожные пути, которых не хватало «на поле сражения» и их уязвимость по отношению к противнику резко ограничивают возможности железнодорожной артиллерии. Но со временем опыты на практике опровергли эти утверждения; тем не менее, завод Шкода в Пльзени (Австро-Венгрия) во время Первой мировой войны осуществил выпуск нескольких оригинальных установок; они были способны передвигаться как по железнодорожному полотну, так и по обыкновенной дороге. Среди них были 38-см гаубица образца 1916 года и 42-см гаубица образца 1917 года. Для перемещения установки разбирались; потом их помещали на четыре платформы. Каждая из платформ имела большой вес — от 30 до 36 тонн; также она снабжалась двойными колёсами: имелись внутренние — для того, чтобы передвигаться по железнодорожному пути, и внешние, с резиновыми шинами — для обычной дороги. Внешние колёса имели бо́льший диаметр и, когда осуществлялось движение по железной дороге, снимались. В качестве движителя использовался обыкновенный трактор. Очень может быть, что именно эти системы железнодорожных артиллерийских установок были прототипами самоходных орудий, созданных в более позднее время.
Со временем французские войска предпочли первым неудачным железнодорожным установкам более новые, мощные и с большей скорострельностью. Благодаря деятельности комиссии AZVF, пополнившей в 1916 году программу о перевооружении французской армии, принятую в 1913 году, это стало возможно. В результате французские войска получили 400-мм и 520-мм гаубицы Шнейдера с предельным углом возвышения 65°, предназначенные для железных дорог. С этого времени перед всеми наступательным операциями французов происходила длительная артиллерийская подготовка. Так, например, за некоторое время наступления в июле 1917 года подготовка рассчитывалась на тринадцатидневный срок, но из-за плохой погоды её продолжение заняло целых 16 дней.

#### СССР
В Советском Союзе в 1929–1933 годах под руководством главного конструктора Отдельного конструкторского технологического бюро (позднее преобразовано в ЦКБС-3) А. Г. Дукельского на Ленинградском металлическом заводе была спроектирована 14"/52 железнодорожная артиллерийская установка ТМ-I-14 на основе оставшихся неиспользованными 356-мм орудий от недостроенных линейных крейсеров типа «Измаил». Затем тем же коллективом были разработаны установки ТМ-2-12 и ТМ-3-12 на основе 12" (305-мм) орудий. При всех достоинствах этих систем у них оставался общий недостаток: для стрельбы им требовались специально подготовленные боевые позиции.
Этот недостаток был устранён при создании установки ТМ-1-180 на базе 180-миллиметрового орудия Б-1-П. (конструкторы Флоренский А. А. и Богданов Н. В.

### Вторая мировая война
В годы второй мировой война наиболее широко применяли железнодорожную артиллерию ВС Германии (вермахт) и Красная Армия.
Немецкими инженерами были созданы 800-мм орудия «Дора» и «Густав», применявшиеся в нескольких операциях.
В ходе советско-финской войны три железнодорожные батареи ТМ-3-12 Балтийского флота были направлены на сухопутный фронт и участвовали в боях до последнего дня войны.
В СССР к началу Великой Отечественной войны вся имеющаяся железнодорожная артиллерия была подчинена ВМФ — использовались лишь дальнобойные корабельные орудия, и предназначены они были для борьбы с вражескими НК и обороны собственных военно-морских баз; в составе ВМФ ВС СССР насчитывалось 11 батарей железнодорожной артиллерии из 37 дальнобойных орудий-транспортеров (шесть 356-мм, девять 305-мм - ТМ-2-12 и ТМ-3-12, два 203-мм и двадцать 180-мм).
Со стороны Союза ССР принимали участие[где?] бронепоезда, вооруженные орудиями калибром до 107 мм. При обороне Ленинграда использовалось более 20 железнодорожных батарей, в том числе поставленные на транспортеры 100-мм, 120-мм, 130-мм и 152-мм корабельные орудия, а также несколько трофейных 88-мм зениток. Самой крупной из серийных была артустановка с 356-мм орудиями  с недостроенных линейных крейсеров типа «Измаил» (2 орудия участвовало в обороне Ленинграда). РККА планировало принять на вооружение 356-мм и 500-мм железнодорожные батареи, но из за войны отказалось от этого.
Финны сумели переделать для стрельбы с транспортера несколько 254-мм пушек, а также захватить несколько поврежденных советских 180-мм и 305-мм орудий на железнодорожных транспортерах, оставленных при эвакуации советской военно-морской базы Ханко и применить их в боях к северу от Ленинграда и для обстрела самого города. Для этой же цели финны использовали также и поставленные на транспортер 254-мм береговые орудия, снятые с построенных еще до революции батарей Центральной минно-артиллерийской позиции. 

## Применение в наши дни
В наше время железнодорожная артиллерия применяется только в виде БЖРК — баллистических ракет, установленных на платформы, с целью маскировки в бункерах и тоннелях.

## Классификация
Артиллерия железнодорожного типа, в период Первой мировой войны состояла из:
- систем перевозимых по железной дороге только в качестве груза, но устанавливаемых на местности для стрельбы на специальных основаниях;
- приспособленная для стрельбы с самой железнодорожной платформы, одной из разновидностей которой были бронепоезда[3].

В 1930-е годы в сухопутных механизированных войсках в соответствии с классификацией боевых машин группа железно-дорожные артиллерийские установки орудий различных калибров, но главным образом тяжёлых калибров и орудий дальнобойных систем, включая железно-дорожные установки морских орудий для береговой обороны.